# Робер Планель
Робе́р Плане́ль (фр. Robert Planel; 2 січня 1908, Монтелімар — 25 травня 1994, Париж) — французький композитор, музичний педагог, скрипаль і громадський діяч в освітній царині.

## Життєпис
Робер Планель народився в родині музичного педагога Альфонса Планеля (1869—1947), засновника музичної школи в Монтелімарі. Він почав займатися музикою в дитинстві. З 1914 до 1918 року Планель займався на скрипці у соліста оркестру Паризької опери Рене Шедекаля. З 1922 по 1933 рік він навчався в Паризькій консерваторії, де його педагогами були Фірмен Туш (скрипка), Жан Галлон (гармонія), Жорж Коссад (поліфонія), Анрі Бюссе і Поль Відаль (композиція). 1933 року Роберу Планелю більшістю голосів (23 з 30) була присуджена Римська премія за кантату «Idylle funambulesque», після чого він провів три роки на віллі Медічі в Римі.
У 1939 році під час Другої світової війни Планель був мобілізований на військову службу. Він організував військовий оркестр з французьких і туніських музикантів, який виконував військові марші, а також класичну, джазову та народну музику. Після війни Робер Планель працював в царині музичної освіти та займав різні пости в Паризьких державних організаціях. Композиторська спадщина Робера Планеля складає твори різних жанрів, однак більшість його творів написані для камерних ансамблів.
Старший брат Робера Планеля Жан Планель (1903—1986) також став професійним музикантом, співаком і композитором. Він був двічі нагороджений вищою французькою національною нагородою в царині звукозапису «Grand Prix du Disque». Його донька Елен (нар. 1936), племінниця Робера, стала музичним педагогом.